# Región geográfica intermedia de Blumenau
La región geográfica intermedia de Blumenau es una de las siete regiones intermedias del estado brasileño de Santa Catarina y una de las 134 regiones intermediarias de Brasil, creadas por el Instituto Brasileño de Geografía y Estadística (IBGE) en 2017. Está compuesta por 60 municipios, distribuidos en seis regiones geográficas inmediatas.
Su población total estimada por el Instituto Brasileño de Geografía y Estadística (IBGE) para julio de 2018 era de 1 911 771 habitantes, distribuidos en una área total de 15 294.470 km².
Blumenau es el municipio más poblado de la región intermedia, con 361 261 habitantes, en consonancia con el censo de 2022 del IBGE.

## Regiones inmediatas
| Región Geográfica Inmediata | Código | Municipios          |
| --------------------------- | ------ | ------------------- |
| Blumenau                    | 420019 | Apiúna              |
| Blumenau                    | 420019 | Ascurra             |
| Blumenau                    | 420019 | Benedito Novo       |
| Blumenau                    | 420019 | Blumenau            |
| Blumenau                    | 420019 | Doutor Pedrinho     |
| Blumenau                    | 420019 | Gaspar              |
| Blumenau                    | 420019 | Ilhota              |
| Blumenau                    | 420019 | Indaial             |
| Blumenau                    | 420019 | Pomerode            |
| Blumenau                    | 420019 | Rio dos Cedros      |
| Blumenau                    | 420019 | Rodeio              |
| Blumenau                    | 420019 | Timbó               |
| Itajaí                      | 420020 | Balneário Camboriú  |
| Itajaí                      | 420020 | Balneário Piçarras  |
| Itajaí                      | 420020 | Barra Velha         |
| Itajaí                      | 420020 | Bombinhas           |
| Itajaí                      | 420020 | Camboriú            |
| Itajaí                      | 420020 | Itajaí              |
| Itajaí                      | 420020 | Itapema             |
| Itajaí                      | 420020 | Luiz Alves          |
| Itajaí                      | 420020 | Navegantes          |
| Itajaí                      | 420020 | Penha               |
| Itajaí                      | 420020 | Porto Belo          |
| Itajaí                      | 420020 | Tijucas             |
| Brusque                     | 420021 | Botuverá            |
| Brusque                     | 420021 | Brusque             |
| Brusque                     | 420021 | Canelinha           |
| Brusque                     | 420021 | Guabiruba           |
| Brusque                     | 420021 | Major Gercino       |
| Brusque                     | 420021 | Nova Trento         |
| Brusque                     | 420021 | São João Batista    |
| Rio do Sul                  | 420022 | Agrolândia          |
| Rio do Sul                  | 420022 | Agronômica          |
| Rio do Sul                  | 420022 | Atalanta            |
| Rio do Sul                  | 420022 | Aurora              |
| Rio do Sul                  | 420022 | Braço do Trombudo   |
| Rio do Sul                  | 420022 | Laurentino          |
| Rio do Sul                  | 420022 | Lontras             |
| Rio do Sul                  | 420022 | Mirim Doce          |
| Rio do Sul                  | 420022 | Pouso Redondo       |
| Rio do Sul                  | 420022 | Presidente Nereu    |
| Rio do Sul                  | 420022 | Rio do Campo        |
| Rio do Sul                  | 420022 | Rio do Oeste        |
| Rio do Sul                  | 420022 | Rio do Sul          |
| Rio do Sul                  | 420022 | Salete              |
| Rio do Sul                  | 420022 | Santa Terezinha     |
| Rio do Sul                  | 420022 | Taió                |
| Rio do Sul                  | 420022 | Trombudo Central    |
| Ibirama-Presidente Getúlio  | 420023 | Dona Emma           |
| Ibirama-Presidente Getúlio  | 420023 | Ibirama             |
| Ibirama-Presidente Getúlio  | 420023 | José Boiteux        |
| Ibirama-Presidente Getúlio  | 420023 | Presidente Getúlio  |
| Ibirama-Presidente Getúlio  | 420023 | Vitor Meireles      |
| Ibirama-Presidente Getúlio  | 420023 | Witmarsum           |
| Ituporanga                  | 420024 | Chapadão do Lageado |
| Ituporanga                  | 420024 | Imbuia              |
| Ituporanga                  | 420024 | Ituporanga          |
| Ituporanga                  | 420024 | Leoberto Leal       |
| Ituporanga                  | 420024 | Petrolândia         |
| Ituporanga                  | 420024 | Vidal Ramos         |